# Дискография группы «Тату»
Дискография российской группы «Тату» включает три русскоязычных и три англоязычных студийных альбома, один сборник и два альбома ремиксов, а также десять синглов, выпущенных в России, и семь синглов, выпущенных за рубежом.

## Дискография

### Студийные альбомы

#### Русскоязычные альбомы
| Название         | История релиза                                                             | Сертификации                                |
| ---------------- | -------------------------------------------------------------------------- | ------------------------------------------- |
| 200 по встречной | - Выпущен: 21 мая 2001 - Лейбл: Universal, Неформат - Формат: CD, MC       | - CZE: Платина - POL: Платина - EU: Платина |
| Люди-инвалиды    | - Выпущен: 21 октября 2005 - Лейбл: Universal, Interscope - Формат: CD, MC | - RUS: Платина                              |
| Весёлые улыбки   | - Выпущен: 21 октября 2008 - Лейбл: Союз - Формат: CD                      |                                             |

#### Англоязычные альбомы
| Название                                                                                        | История релиза                                                                            | Позиция в чартах | Позиция в чартах | Позиция в чартах | Позиция в чартах | Позиция в чартах | Позиция в чартах | Позиция в чартах | Позиция в чартах | Позиция в чартах | Позиция в чартах | Позиция в чартах | Сертификации |
| Название                                                                                        | История релиза                                                                            | AUS              | AUT              | CAN              | FRA              | GER              | IRE              | NLD              | SWE              | SWI              | UK               | US               | Сертификации |
| ----------------------------------------------------------------------------------------------- | ----------------------------------------------------------------------------------------- | ---------------- | ---------------- | ---------------- | ---------------- | ---------------- | ---------------- | ---------------- | ---------------- | ---------------- | ---------------- | ---------------- | --- |
| 200 km/h in the Wrong Lane                                                                      | - Выпущен: 7 октября 2002 - Лейбл: Interscope, Universal - Формат: CD, CD+DVD, MC, Винил  | 19               | 1                | 19               | 8                | 3                | 66               | 32               | 14               | 5                | 12               | 13               | - CAN: 2x Платина - FRA: Золото - GER: Золото - SWE: Золото - SWI: Платина - UK: Золото - US: Золото - EU: Платина |
| Dangerous and Moving                                                                            | - Выпущен: 10 октября 2005 - Лейбл: Interscope, Universal - Формат: CD, CD+DVD, MC, Винил | —                | 13               | 91               | 23               | 12               | —                | —                | 37               | 26               | 78               | 131              | |
| Waste Management                                                                                | - Выпущен: 15 декабря 2009 - Лейбл: Мистерия звука - Формат: CD                           | —                | —                | —                | —                | —                | —                | —                | —                | —                | —                | —                | |
| «—» Данный символ обозначает, что диск не попал в чарты или не был выпущен в какой-либо стране. |                                                                                           |                  |                  |                  |                  |                  |                  |                  |                  |                  |                  |                  | |

### Сборники
| Название | История релиза                                                                 |
| -------- | ------------------------------------------------------------------------------ |
| The Best | - Выпущен: 7 сентября 2006 - Лейбл: Interscope, Universal - Формат: CD, CD+DVD |

### Альбомы ремиксов
| Название                 | История релиза                                                                  | Сертификации  |
| ------------------------ | ------------------------------------------------------------------------------- | ------------- |
| t.A.T.u. Remixes         | - Выпущен: 26 сентября 2003 - Лейбл: Interscope, Universal - Формат: CD, CD+DVD | - RUS: Золото |
| Waste Management Remixes | - Выпущен: 29 марта 2011 - Лейбл: T.A. Music - Формат: Цифровая дистрибуция     |               |

### Синглы

#### Синглы, изданные в России
| Название                      | Год  | Альбом             |
| ----------------------------- | ---- | ------------------ |
| «Я сошла с ума»               | 2000 | «200 по встречной» |
| «Нас не догонят»              | 2001 | «200 по встречной» |
| «30 минут»                    | 2001 | «200 по встречной» |
| «Простые движения»            | 2002 | t.A.T.u. Remixes   |
| «Не верь, не бойся, не проси» | 2003 | t.A.T.u. Remixes   |
| «Люди-инвалиды»               | 2005 | «Люди-инвалиды»    |
| «Белый плащик»                | 2007 | «Весёлые улыбки»   |
| «220»                         | 2008 | «Весёлые улыбки»   |
| «You and I»                   | 2008 | «Весёлые улыбки»   |
| «Снегопады»                   | 2009 | «Весёлые улыбки»   |

#### Синглы, изданные за рубежом
| Название                                                                                         | Год  | Позиция | Позиция | Позиция | Позиция | Позиция | Позиция | Позиция | Позиция | Позиция | Позиция | Позиция | Сертификации                                                                                             | Альбом                     |
| Название                                                                                         | Год  | AUS     | AUT     | FRA     | GER     | IRE     | NLD     | SWE     | SWI     | UK      | US      | US Club | Сертификации                                                                                             | Альбом                     |
| ------------------------------------------------------------------------------------------------ | ---- | ------- | ------- | ------- | ------- | ------- | ------- | ------- | ------- | ------- | ------- | ------- | --- | -------------------------- |
| «All the Things She Said»                                                                        | 2002 | 1       | 1       | 2       | 1       | 1       | 2       | 2       | 1       | 1       | 20      | 5       | - AUS: Платина - AUT: Золото - FRA: Золото - GER: 2x Платина - SWE: Платина - SWI: Платина - UK: Платина | 200 km/h in the Wrong Lane |
| «Not Gonna Get Us»                                                                               | 2003 | 11      | 5       | 18      | 15      | 10      | 11      | 9       | 18      | 7       | —       | 1       | - AUS: Золото                                                                                            | 200 km/h in the Wrong Lane |
| «How Soon Is Now?»                                                                               | 2003 | 37      | 37      | —       | 33      | —       | 20      | 10      | 21      | —       | —       | —       | | 200 km/h in the Wrong Lane |
| «All About Us»                                                                                   | 2005 | 39      | 3       | 7       | 7       | 20      | 39      | 6       | 9       | 8       | —       | 13      | | Dangerous and Moving       |
| «Friend or Foe»                                                                                  | 2005 | —       | —       | —       | —       | 34      | 89      | —       | 75      | 48      | —       | —       | | Dangerous and Moving       |
| «Gomenasai»                                                                                      | 2006 | —       | 47      | —       | 30      | —       | —       | —       | —       | —       | —       | —       | | Dangerous and Moving       |
| «Snowfalls»                                                                                      | 2009 | —       | —       | —       | —       | —       | —       | —       | —       | —       | —       | —       | | Waste Management           |
| «—» Данный символ обозначает, что сингл не попал в чарты или не был выпущен в какой-либо стране. |      |         |         |         |         |         |         |         |         |         |         |         | |                            |

#### Промосинглы
(выпущены в некоммерческих целях)
| Title          | Год  | Альбом                     |
| -------------- | ---- | -------------------------- |
| «Show Me Love» | 2002 | 200 km/h in the Wrong Lane |
| «30 Minutes»   | 2003 | 200 km/h in the Wrong Lane |
| «Loves Me Not» | 2006 | The Best                   |
| «White Robe»   | 2009 | Waste Management           |
| «Sparks»       | 2010 | Waste Management           |

## Видеография

### Видеоальбомы и фильмы
| Год  | Название                                                                               |
| ---- | -------------------------------------------------------------------------------------- |
| 2002 | t.A.T.u: The Video Collection - Дата выпуска: 2002 - Сборник видеоклипов, DVD          |
| 2003 | Screaming for More - Дата выпуска: 24 ноября 2003 - Сборник видеоклипов, DVD           |
| 2004 | «Тату» в Поднебесной - Дата выпуска: 2004 - Документальный сериал                      |
| 2004 | Анатомия «Тату» - Дата выпуска: 2004 - Документальный фильм                            |
| 2006 | t.A.T.u. Expedition - Дата выпуска: 2006 - Документальный фильм                        |
| 2007 | Truth: Live in St. Petersburg - Дата выпуска: 12 сентября 2007 - Концертный фильм, DVD |

### Видеоклипы
| Год  | Название                      | Режиссёр        | Альбом                     |
| ---- | ----------------------------- | --------------- | -------------------------- |
| 2000 | «Я сошла с ума»               | Иван Шаповалов  | «200 по встречной»         |
| 2001 | «Нас не догонят»              | Иван Шаповалов  | «200 по встречной»         |
| 2001 | «30 минут»                    | Иван Шаповалов  | «200 по встречной»         |
| 2002 | «Простые движения»            | Иван Шаповалов  | t.A.T.u. Remixes           |
| 2002 | «All the Things She Said»     | Иван Шаповалов  | 200 km/h in the Wrong Lane |
| 2003 | «Not Gonna Get Us»            | Иван Шаповалов  | 200 km/h in the Wrong Lane |
| 2003 | «30 Minutes»                  | Иван Шаповалов  | 200 km/h in the Wrong Lane |
| 2003 | «Не верь, не бойся, не проси» | Алексей Акеллов | t.A.T.u. Remixes           |
| 2003 | «How Soon Is Now?»            | t.A.T.u.        | 200 km/h in the Wrong Lane |
| 2005 | «Люди-инвалиды»               | Джеймс Кокс     | «Люди-инвалиды»            |
| 2005 | «All About Us»                | Джеймс Кокс     | Dangerous and Moving       |
| 2005 | «Friend or Foe»               | Джеймс Кокс     | Dangerous and Moving       |
| 2006 | «Gomenasai» (аниме)           | Рэнди Сосин     | Dangerous and Moving       |
| 2006 | «Gomenasai»                   | Хайп Уильямс    | Dangerous and Moving       |
| 2006 | «Loves Me Not»                | Neogene Music   | Dangerous and Moving       |
| 2007 | «Белый плащик»                | Джеймс Кокс     | «Весёлые улыбки»           |
| 2008 | «220»                         | Джеймс Кокс     | «Весёлые улыбки»           |
| 2009 | «Снегопады»                   | Борис Ренский   | «Весёлые улыбки»           |
| 2009 | «Snowfalls»                   | Борис Ренский   | Waste Management           |
| 2009 | «White Robe»                  | Джеймс Кокс     | Waste Management           |
| 2010 | «Sparks»                      | Джеймс Кокс     | Waste Management           |